# Fridolin im Varieté
Fridolin im Varieté ist ein Dokumentarfilm des DEFA-Studios für Wochenschau und Dokumentarfilme von Horst Flick aus dem Jahr 1957.

## Handlung
Fridolin befindet sich, gemeinsam mit vielen anderen Kindern, auf dem Weg zum Kindervarieté im Berliner Friedrichstadt-Palast. Als ihm der Weg zum Haupteingang zu voll wird, entdeckt er noch einen weiteren Eingang, in den ebenfalls Kinder hineingehen. Als er liest, dass es sich hier um den Bühneneingang handelt und die anderen Kinder einfach mit einem Gruß am Pförtner vorbeigehen, probiert er das auch und schon ist er drin.
Nachdem sich Fridolin in das Haus geschmuggelt hat, trifft er auf einen Schimpansen, der ihm erst einmal eine Banane aus der Tasche zieht, die ihm die Mutti für die Pause mitgegeben hat. Die Banane frisst der Affe schnell auf und beide trinken etwas dazu, wobei Fridolin feststellen muss, dass sich Affen manchmal gesitteter benehmen als manche Jungen. Plötzlich kommt eine Garderobenfrau und bringt ihn zu den anderen kleinen Darstellern, da sie denkt, dass er dazu gehört. Er beobachtet sie bei den Vorbereitungen für ihren Auftritt und als er das Gefühl hat enttarnt zu werden, flüchtet er schnell aus dem Raum. Hier gerät er in eine andere Gruppe von Kinderdarstellern, die sich auf dem Weg zum Auftritt befindet und sieht das erste Mal eine Bühne von hinten. Während auf der Bühne das Programm beginnt, stellt Fridolin fest, dass das Geschehen von hinten betrachtet, viel interessanter ist.
Plötzlich kommen zwei Bühnentechniker zu der Stelle, wo sich Fridolin versteckt hält und er kann nur noch schnell in einem, in der Nähe stehenden, Schrank verschwinden. Doch ausgerechnet diesen Schrank greifen sich die Männer und tragen ihn zu einem Hebezeug um ihn mehrere Meter hinab auf die Straße zu transportieren. Im letzten Moment kann Fridolin den Schrank kurz vor dem Schweben über dem Abgrund verlassen. Doch aus der Aufregung hat er nichts gelernt und hält sich weiter hinter der Bühne auf. Wenigstens schaut er sich jetzt wieder die Vorstellung an, in der gerade Kunstradfahrer zu sehen sind. Anschließend ist eine Nummer zu sehen, in der Hunde Kunststücke vorführen.
Doch dann fällt er einem Feuerwehrmann auf, der ihn bis unter das Dach verfolgt, während auf der Bühne gerade ein Jongleur seine Künste zeigt. Als Fridolin wieder nach unten verschwinden will, läuft er direkt dem Feuerwehrmann in die Arme, der natürlich mit ihm schimpft, aber dann den Weg in den Zuschauerraum zeigt. Hier wird er von einer Platzanweiserin zu seinem Platz geführt, wo er von seinen Freunden empfangen wird.

## Produktion und Veröffentlichung
Die Premiere des unter dem Arbeitstitel Kindervarieté gedrehten Schwarzweißfilms fand am 7. Juni 1957 statt.